# Gräberfeld von Vedeby
Das Gräberfeld von Vedeby ist eines der größten Gräberfelder in der historischen Provinz Blekinge in Schweden. Es liegt bei Lyckeby, nahe der Kreuzung der E 22 mit dem Österleden und ist 175 × 110 Meter groß.
Zu den sichtbaren Monumente gehören 20 Bautasteine (fünf würfelförmig), sieben erhaltene Grabhügel (von 31), Reste zweier Schiffssetzungen (von sechs), fünf erhaltene Steinsetzungen (von acht) und 17 Treudds. Wahrscheinlich gibt es Gräber, die keine oberirdische Markierung haben. Sie wurden von der frühen Eisenzeit bis zum frühen Mittelalter genutzt.
Während des 18. Jahrhunderts wurde um Karlskrona eine Reihe sogenannter Amiralsgårdar errichtet. In der Nähe wurde Vedeby Herrgård gebaut. Der Hof war lange im Besitz der Familie Ehrensvärd, bis er in den 1950er Jahren niederbrannte. Wie bei anderen Bauernhöfen war er mit einem Garten versehen, in den das Gräbfelder von Vedeby als malerisches Element integriert wurde. 
Direkt nördlich bzw. nordöstlich grenzen die kleineren Grabfelder Karlskrona 126 und Karlskrona 123 an, die zwischen 2009 und 2012 archäologisch untersucht wurden.